# Абланкур
Абланкур (фр. Ablancourt) насеље је и општина у североисточној Француској у региону Шампањ-Арден, у департману Марна која припада префектури Витри ле Франсоа.
По подацима из 2011. године у општини је живело 151 становника, а густина насељености је износила 21,36 становника/km². Општина се простире на површини од 7,07 km². Налази се на средњој надморској висини од 92 метара.

## Демографија
| 1962. | 1968. | 1975. | 1982. | 1990. | 1999. | 2011. |
| ----- | ----- | ----- | ----- | ----- | ----- | ----- |
| 100   | 109   | 131   | 139   | 165   | 172   | 151   |

График промене броја становника у току последњих година